# Lech Krupiński
Lech Krupiński (ur. 3 maja 1948 w Skierniewicach) – polski lekkoatleta specjalizujący się w rzucie oszczepem. Jeden z czołowych polskich oszczepników początku lat 70. XX wieku.

## Życiorys
Wielokrotny reprezentant Polski. W latach 1972–1974 4-krotnie bronił barw narodowych w meczach międzypaństwowych. Uczestnik mistrzostw Europy w Helsinkach w 1971 roku (uzyskał wynik 76,60m i odpadł w eliminacjach). Dwukrotny brązowy medalista mistrzostw Polski (w 1971 i 1972). Rekord życiowy: 82,34m (21.06.1973, Warszawa).
W ciągu kariery bronił barw Unii Skierniewice (1963–66), ŁKS-u Łódź (1967), Skry Warszawa (1968), Legii Warszawa (1969–70), Skry Warszawa (1971-1973), Gwardii Warszawa (1974–75) i Włókniarza Sosnowiec (od 1978).
W wyborach parlamentarnych w 1993 bez powodzenia ubiegał się o mandat poselski w okręgu warszawskim z listy Katolickiego Komitetu Wyborczego „Ojczyzna”.
Brat oszczepnika Witolda Krupińskiego.

## Progresja wyników
| Rok           | 1963  | 1964  | 1964  | 1966  | 1967  | 1968  | 1969  | 1970  | 1971  | 1972  | 1973  | 1974  | 1975  | 1976 | 1977  |
| Odległość (m) | 38,40 | 62,09 | 60,25 | 62,20 | 72,80 | 70,00 | 74,18 | 80,78 | 79,86 | 80,84 | 82,34 | 80,14 | 76,22 |      | 68,54 |

## 10 najlepszych wyników
| Wynik (m) | Data            | Miejsce   |
| --------- | --------------- | --------- |
| 82,34     | 21 czerwca 1973 | Warszawa  |
| 80,84     | 27 maja 1972    | Warszawa  |
| 80,78     | 19 czerwca 1970 | Warszawa  |
| 80,14     | 2 czerwca 1974  | Warszawa  |
| 79,86     | 13 czerwca 1971 | Warszawa  |
| 79,66     | 24 czerwca 1973 | Wałbrzych |
| 79,46     | 26 czerwca 1971 | Warszawa  |
| 79,44     | 1 lipca 1973    | Warszawa  |
| 79,38     | 22 czerwca 1972 | Warszawa  |
| 79,04     | 23 maja 1971    | Warszawa  |